# Ефимочкин, Геннадий Фёдорович

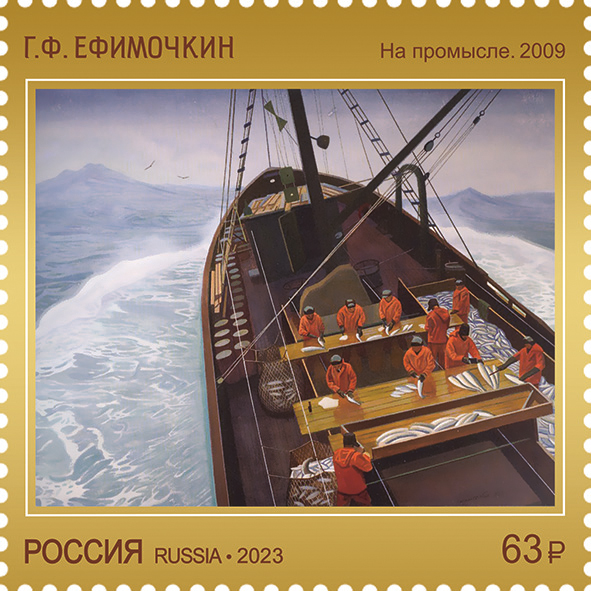
Марка Почты России, 2023 год. Картина «На промысле», 2009 год

Геннадий Фёдорович Ефимочкин (род. 29 августа 1932 года, Москва, РСФСР, СССР) — советский и российский художник, народный художник Российской Федерации (2006).

## Биография
Родился 29 августа 1932 года.
Летом 1941 года, после окончания 2 класса, был отправлен к бабушке в деревню Смоленской области, попал под оккупацию, фашисты отправили детей в Германию, в 1945 году оказался около города Люнебурга в английской зоне оккупации, и только осенью 1945 года смог добраться до он, наконец, добрался до родного дома в Марьиной Роще.
В 1969 году — принят в члены Союза художников СССР.
В 1954 году — окончил живописное отделение Московского художественно-промышленного училища имени М. И. Калинина.
В 1960 году — окончил Московский государственный художественный институт имени В. И. Сурикова, мастерская станковой графики под руководством Е. А. Кибрика.
С 1969 по 1972 годы — работал в графической мастерской Академии художеств СССР.
В 2014 году — избран почётным членом Российской академии художеств.
Основные произведения: серия акварелей «Города России» (1995), цикл «Марьина роща», серии, посвященные Баренцеву морю, крупнейшим стройкам страны и др.
С 1958 года — участник художественных выставок в России и за рубежом.
Работы представлены в коллекциях российских и зарубежных музеев, а также в частных собраниях.

## Награды
- Народный художник Российской Федерации (2006)
- Заслуженный художник Российской Федерации (1995)[1]
- Золотая медаль Российской академии художеств (1995) — за цикл станковых графических работ «Города России» из серии «Каменная летопись Отечества», 1993 г., акварель;
- Диплом и золотая медаль Американского Биографического института «Человек 1999 года» (1999)
- Премия города Москвы в области литературы и искусства по номинации «Изобразительное искусство» (2008) — за создание цикла картин о Москве
- Золотая медаль «За выдающийся вклад в изобразительное искусство России» Союза художников России (2012)